# Albornos
Albornos é um município da Espanha na província de Ávila, comunidade autónoma de Castela e Leão, de área 17,15 km² com população de 218 habitantes (2004) e densidade populacional de 12,71 hab/km².

## Demografia
| Variação demográfica do município entre 1991 e 2004 | Variação demográfica do município entre 1991 e 2004 | Variação demográfica do município entre 1991 e 2004 | Variação demográfica do município entre 1991 e 2004 |
| --------------------------------------------------- | --------------------------------------------------- | --------------------------------------------------- | --------------------------------------------------- |
| 1991                                                | 1996                                                | 2001                                                | 2004                                                |
| 295                                                 | 276                                                 | 250                                                 | 218                                                 |